# تجمع العمل الشعبي
تجمع العمل الشعبي (بالفرنسية: Groupement d'Action Populaire)‏، كان حزبًا سياسيًا في فولتا العليا (بوركينا فاسو الآن). خاض الحزب انتخابات 1970، دون أي نتيجة مهمة.

## المصدر
1. ↑  Englebert, Pierre. La Revolution Burkinabè. Paris: L'Harmattan, 1986